# South Ogden
South Ogden ist eine Stadt im Weber County des US-Bundesstaates Utah. Die Stadt ist Teil der Metropolregion Ogden-Clearfield. Das U.S. Census Bureau hat bei der Volkszählung 2020 eine Einwohnerzahl von 17.488 ermittelt.

## Geschichte
Das Gebiet wurde von Mitgliedern der Mormonenpioniere besiedelt. Daniel Burch und seine Familie kamen 1848 in Brownsville (Ogden) an. Burch kam aus Kentucky mit der Lorenzo Snow Kompanie der Utah-Pioniere. 1850 wurde das Gebiet ihm zu Ehren Burch Creek genannt. 1852 wurde der Weberkanal gebaut und Burch errichtete eine Getreidemühle in der Nähe seiner Quelle im heutigen Riverdale. Der Stadtrat von Ogden gründete 1882 im Burch Creek eine Isolierstation mit sechs Zimmern für Pockenpatienten. Die Gegend war eine landwirtschaftliche Gemeinde mit mehreren Milchviehbetrieben. Es gab wenig Entwicklung bis 1890, als umfangreiche Investitionen in Land, sowohl Wohn- als auch Gewerbeflächen, stattfanden.
In den 1930er Jahren war Burch Creek eine landwirtschaftliche Gemeinde mit etwa 800 Einwohnern, die mehr Wasser benötigten. Die Wasserversorgung wurde 1934, einem Jahr schwerer Dürre, erweitert, als die Federal Drought Relief Agency die Installation einer Wasserversorgungsleitung vom Burch Creek Canyon finanzierte. Die Frage der Gemeindegründung für Burch Creek nach Ogden wurde mehrmals aufgeworfen, aber jedes Mal wurde der Vorschlag von einer Mehrheit der Bevölkerung abgelehnt. Burch Creek brauchte ein Abwassersystem, mehr Wasser, Straßen und Bürgersteige. 1936 beantragte ein Komitee bei den Kommissaren von Weber County, die Gemeindegründung zu erlauben. Der Petition wurde stattgegeben und am 6. Juli 1936 wurde die Stadt South Ogden gegründet.
Im Jahr 2001 wählte die Bürger von South Ogden George Garwood zum Bürgermeister. Er war der erste afroamerikanische Bürgermeister einer Gemeinde in Utah.

## Demografie
Nach einer Schätzung von 2019 leben in South Ogden 17.199 Menschen. Die Bevölkerung teilt sich auf in 80,1 % nicht-hispanische Weiße, 1,2 % Afroamerikaner, 0,6 % indianischer Abstammung, 0,9 % Asiaten, 0,2 % Ozeanier und 2,0 % mit zwei oder mehr Ethnizitäten. Hispanics machten 14,4 % der Bevölkerung aus. Das mittlere Haushaltseinkommen lag 2017 bei 66.891 US-Dollar und die Armutsquote bei 9,5 %.